# Ali Bastian
Alexandra Louise Bastian (Windsor, Berkshire; 27 de febrero de 1982) conocida como Ali Bastian, es una actriz británica conocida por haber interpretado a Becca Hayton en Hollyoaks y a Sally Armstrong en The Bill.

## Biografía
Es hija de Paula C. Marriott y Nicholas P. Bastian, y tiene un hermano menor, Nicholas Ruel Bastian.
Salió por dos años con el actor Kevin Sacre, pero la relación terminó en 2006. En 2007 comenzó a salir con el jugador de rugby Nick Kennedy, pero la relación terminó en 2009. En 2009 comenzó a salir con el bailarín profesional Brian Fortuna; sin embargo, después de un año la relación terminó en octubre de 2010.
En octubre de 2013, anunció que estaba comprometida con su novio Tom Clay, después de que le propusiera matrimonio mientras se encontraban en unas vacaciones en Grecia, sin embargo la pareja terminó su relación.
Ali comenzó a salir con el actor David O' Mahoney en el 2017, un año después la pareja se comprometió y se casaron en febrero de 2019. El 6 de octubre de 2019, Bastian anunció que ella y su marido estaban esperando su primer hijo, tras haber sufrido un aborto espontáneo meses antes. El 12 de marzo de 2020, le dieron la bienvenida a su hija, Isla Rose O' Mahoney. En octubre de 2022 anunció su segundo embarazo. Su segunda hija nació en febrero de 2023.

## Carrera
El 20 de octubre de 2001, se unió al elenco de la serie Hollyoaks, donde interpretó a la maestra Rebecca "Becca" Hayton-Dean hasta el 14 de febrero de 2007. El 5 de julio de 2007, se unió al elenco principal de la serie policíaca The Bill, donde interpretó a la oficial de la policía Sally Armstrong hasta el 17 de diciembre de 2009.
En 2009 se unió a la séptima temporada del programa de concurso de baile Strictly Come Dancing; su pareja fue el bailarín profesional Brian Fortuna, y quedaron en tercer lugar.
A finales de marzo, se anunció que Ali aparecería como invitada en la serie médica Doctors ese mismo año.

## Filmografía

### Series de televisión
| Año               | Título            | Personaje      | Notas                                    |
| ----------------- | ----------------- | -------------- | ---------------------------------------- |
| 2015              | Death in Paradise | Jenny Burgess  | episodio # 4.4                           |
| 2014              | Doctors           | Kara Meredith  | episodio "Baby Chain"                    |
| 2014              | Jonathan Creek    | Juno Pirelli   | episodio "The Letters of Septimus Noone" |
| 2012              | Sadie J           | Tru            | episodio "Bridesmaidamundo"              |
| 2007 - 2009       | The Bill          | Sally Arstrong | 74 episodios                             |
| 2002, 2006 - 2008 | Hollyoaks         | Becca Hayton   | 6 episodios                              |
| 2001              | Shades            | Lucy           | episodio # 1.4 - miniserie               |
| 1999              | A Touch of Frost  | Lisa Harper    | episodio "Line of Fire: Part 1"          |

### Películas
| Año  | Título                  | Personaje | Notas                                                                                    |
| ---- | ----------------------- | --------- | ---------------------------------------------------------------------------------------- |
| 2012 | Strippers vs Werewolves | Dani      | junto a Adele Silva, Martin Compston, Billy Murray, Barbara Nedeljakova y Sarah Douglas  |
| 2002 | Come Together           | Tara      | junto a Alexandra J. Cameron, James D'Arcy, Julienne Davis y Lucy Davis                  |
| 1998 | Next Birthday           | Monica    | corto - junto a Trevor Eve, Sally Farmiloe, Rhys Moore, Alexander Newton y Amanda Redman |
| 1997 | FairyTale: A True Story | Hada      | junto a Florence Hoath, Elizabeth Earl, Joseph May, John Bradley y Anna Chancellor       |

### Apariciones
| Año  | Programa              | Notas                                              |
| ---- | --------------------- | -------------------------------------------------- |
| 2009 | Strictly Come Dancing | 20 episodios - concursante                         |
| 2006 | The Weakest Link      | episodio "Celebrity Couples Edition" - concursante |

### Teatro
| Año  | Obra                                 | Personaje       | Director (a) | Teatro              | Notas                               |
| ---- | ------------------------------------ | --------------- | ------------ | ------------------- | ----------------------------------- |
| 2012 | Chicago                              | Roxie Hart      | -            | -                   | -                                   |
| 2011 | Verdict                              | Helen Rollander | -            | -                   | junto a Dawn Steele y Matthew Lewis |
| 2010 | Burn The Floor                       | -               | -            | Shaftesbury Theatre | junto a Brian Fortuna               |
| -    | Paddington Bear                      | -               | -            | Novello Theatre     | -                                   |
| -    | Once Upon A Time                     | -               | -            | Novello Theatre     | -                                   |
| -    | The Lion, the Witch and the Wardrobe | -               | -            | Novello Theatre     | -                                   |

## Premios y nominaciones
| Año  | Categoría                                                | Premio             | Serie     | Resultado |
| ---- | -------------------------------------------------------- | ------------------ | --------- | --------- |
| 2006 | Best Storyline (junto a Chris Fountain y Bryan Kirkwood) | British Soap Award | Hollyoaks | Ganadora  |